# Bill Parry
William Edward Parry, dit Bill Parry, né à Orange en Nouvelle-Galles-du-Sud en 1878 et mort le 27 novembre 1952 à Auckland, est un homme politique néo-zélandais.

## Avant la politique
Fils d'un chercheur d'or, il est l'un de treize enfants, et grandit dans la pauvreté. Il quitte l'école à l'âge de douze ans et travaille lui aussi dans les mines d'or, à Barmedman en Nouvelle-Galles-du-Sud. De 1902 à 1904 il est chercheur d'or dans la gorge de Karangahake en Nouvelle-Zélande, avant de retourner en Australie. En 1906, il épouse Georgina Fowke, dont il aura deux filles, et émigre avec elle en Nouvelle-Zélande. Il y travaille dans les mines d'or à Waihi.
Autodidacte, il devient socialiste à la lumière de ses lectures, et syndicaliste. De 1909 à 1912 il est président du syndicat des travailleurs des mines de Waihi. Il est l'un des fondateurs de la Fédération du travail de Nouvelle-Zélande (union nationale des syndicats), dont il est vice-président de 1911 à 1913. Il participe à la grève des mineurs de Waihi en 1912, et est emprisonné pendant quatre mois. Il prend part également à la grève générale de 1913. Dans le même temps, il est très actif dans la campagne contre la conscription durant la Première Guerre mondiale. Ayant été interdit de retour dans les mines à l'issue de la grève, il est employé du syndicat des travailleurs de l'industrie du phormium à Manawatu en 1913 et 1914. En 1915 il s'installe à Auckland et travaille pour le journal syndical Maoriland Worker. Après la Guerre, il participe activement aux groupes d'aide aux victimes de la pandémie de la grippe de 1918.

## Carrière politique
Membre de l'exécutif du Parti social-démocrate à partir de 1914, il participe en 1916 à la fusion de ce parti et d'autres mouvements de gauche pour fonder le Parti travailliste. En 1919, il est élu député pour la circonscription d'Auckland-centre à la Chambre des représentants. À l'issue des élections de 1935, les travaillistes arrivent au pouvoir pour la première fois, emmenés par Michael Savage. Celui-ci nomme Bill Parry ministre de l'Intérieur, poste qu'il occupera jusqu'à la défaite électorale des travaillistes en 1949. Il est également ministre de la Sécurité sociale de 1940 à 1949, après la mise en place de la sécurité sociale. Il est l'auteur de la loi Physical Welfare and Recreation Act de 1937 qui met en place un financement pour les politiques locales de loisir. Il fait de la promotion des arts, de la culture, des sports et des loisirs l'une de ses priorités, introduisant un financement public des arts, au nom de sa conception d'encourager une « citoyenneté active et responsable ». Il quitte le Parlement en 1951, mettant un terme à sa carrière politique.

## Personnalité
Le Dictionary of New Zealand Biography le décrit comme un administrateur plutôt qu'un innovateur, laissant à d'autres le soin de forger les idéaux et les politiques du parti. Sa vision du socialisme est éminemment pragmatique, ayant pour visée de « répondre aux besoins pratiques des personnes ». « Grand, fort et énergique », il est également « consciencieux, humain et aimé de tous », bien qu'il ne soit pas un bon orateur.

## Référence
1. 1 2 3 4 5  (en) "Parry, William Edward", Dictionary of New Zealand Biography, vol 3, 1996